# Blind Simmie Dooley
 (janvier 2024).
Si vous disposez d'ouvrages ou d'articles de référence ou si vous connaissez des sites web de qualité traitant du thème abordé ici, merci de compléter l'article en donnant les références utiles à sa vérifiabilité et en les liant à la section « Notes et références ».
En pratique : Quelles sources sont attendues ? Comment ajouter mes sources ?
 (décembre 2023).
Simeon "Blind Simmie" Dooley (né le 3 juillet 1881 – décédé le 17 janvier 1961) était un chanteur et guitariste américain de country blues.

## Biographie
Dooley voit le jour à Hartwell, en Géorgie, aux États-Unis. 
Simeon "Blind Simmie" Dooley rencontre Pink Anderson en 1916 et lui apprend à jouer de la guitare. Ensemble, ils se sont produits dans les rues et lors de fêtes, sauf lorsque Anderson était en tournée avec le Dr. Kerr's Medicine Show. En 1928, Dooley et Anderson se sont rendus à Atlanta pour enregistrer quatre titres chez Columbia Records. Deux d'entre eux ("Papa's 'Bout To Get Mad" et "Gonna Tip Out Tonight") ont été publiés la même année, et les deux autres ("Every Day In The Week Blues" et "CC & O. Blues") l'année suivante.
Simeon "Blind Simmie" Dooley est décédé d'une maladie cardiaque à Spartanburg, en Caroline du Sud, à l'âge de 79 ans.